# Landeskommunalverband der Hohenzollerischen Lande
Der Landeskommunalverband der Hohenzollerischen Lande war eine Körperschaft des öffentlichen Rechts zur Selbstverwaltung der Angelegenheiten der Hohenzollerischen Lande. Der höhere Kommunalverband bestand zunächst aus den Oberämtern Hechingen und Haigerloch, die 1925 zum Landkreis Hechingen vereinigt wurden, und den Oberämtern Gammertingen und Sigmaringen, die ab 1925 den Landkreis Sigmaringen bildeten.

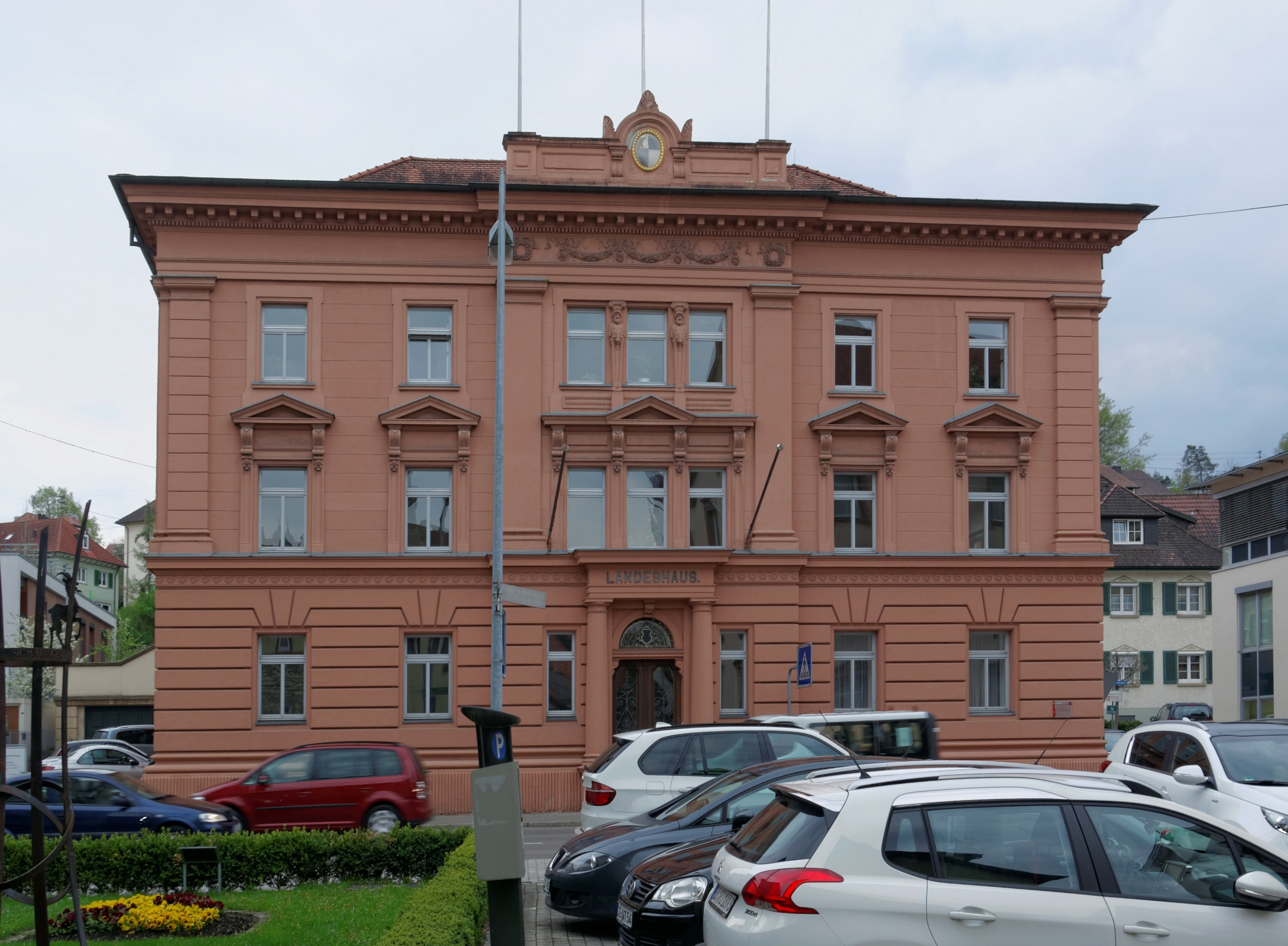
Das Landeshaus in Sigmaringen war Sitz des Landeskommunalverbands

## Geschichte
Gegründet wurde der Verband 1873, gesetzliche Grundlage war zunächst die Amts- und Landesordnung, ab 1950 das Gesetz über die Selbstverwaltung der Hohenzollerischen Lande, aufgelöst wurde der Landeskommunalverband 1973.
Seit 1850 ein Teil Preußens war der Preußische Landtag in Berlin die parlamentarische Vertretung der Hohenzollerischen Lande. Da aber von der entfernten „Landeshauptstadt“ keine kompetenten Entscheidungen für das entlegene Hohenzollern zu erwarten waren, gestand man ihm 1875 mit dem Landeskommunalverband eine Art Sonderparlament zu. Zu dieser Zeit erhielten alle preußischen Provinzen neu verfasste Parlamente, die Provinziallandtage, die preußischen Kreise bildeten jeweils auf Provinzialebene einen höheren Kommunalverband namens Provinzialverband, in den Hohenzollerischen Landen abweichend Landeskommunalverband genannt. Der Landeskommunalverband war für Wirtschafts- und Sozialpolitik, für Kulturförderung und Verkehrsplanung verantwortlich. Er tagte in Sigmaringen und bestand aus 16 Abgeordneten, seit 1890 in einem eigens hierfür eingerichteten Landeshaus.
Nach dem Zweiten Weltkrieg und der Auflösung des Landes Preußen kam das gesamte Gebiet an das 1947 gegründete Land Württemberg-Hohenzollern. Allerdings blieb der Landeskommunalverband der Hohenzollerischen Lande aufgrund des nach Artikel 2 der Verfassung garantierten partiellen Selbstverwaltungsrechts für Hohenzollern weiterhin bestehen. Das bedeutete, den Kreisen Sigmaringen und Hechingen wurde mit dem Landeskommunallandtag weiterhin ein Sonderparlament zugestanden, das in Sigmaringen parallel zum Bebenhauser Landtag tagte. Der Kommunallandtag bestand jetzt aus 20 Mitgliedern, die durch die Kreistage der Kreise Hechingen und Sigmaringen gewählt wurden, jeder Kreistag wählte zehn Mitglieder.
Dies blieb auch nach der Gründung des Landes Baden-Württemberg 1952 so, erst im Zuge der Kreisreform 1973 wurde der Landeskommunalverband zum 1. Januar 1973 aufgelöst. Seine Aufgaben wurden auf das Land Baden-Württemberg, den Landeswohlfahrtsverband, die Zentralkasse der Viehbesitzer und die Landkreise verteilt. Rechtsnachfolger des Landeskommunalverbandes ist der Landkreis Sigmaringen.

## Ergebnisse der Kommunallandtagswahlen
Die Stimmenverteilung bei der Wahl 1922 liegt nicht vor.
Stimmenanteile der Parteien in Prozent
| Wahltag       | Zentrum | DDP  | SPD  | HZBB | NSDAP |
| ------------- | ------- | ---- | ---- | ---- | ----- |
| [0]03.12.1922 |         |      |      |      |       |
| 29.11.1925    | 68,4    | 16,7 | 09,3 | 5,7  |       |
| 17.11.1929    | 61,3    | 15,4 | 10,7 | 8,3  | 04,2  |
| [0]12.03.1933 | 50,2    |      | 03,2 |      | 38,1  |

Sitzverteilung
| Jahr | Gesamt | Zentrum | DDP | SPD | DNVP | KPD | HZBB | NSDAP |
| ---- | ------ | ------- | --- | --- | ---- | --- | ---- | ----- |
| 1922 | 23     | 16      | 4   | 1   | 1    | 1   |      |       |
| 1925 | 24     | 17      | 3   |     |      |     | 4    |       |
| 1929 | 24     | 15      | 3   | 2   |      |     | 4    |       |
| 1933 | 23     | 12      |     |     | [0]2 |     |      | 9     |

## Vorsitzende des Landesausschusses
Die Landesregierung führten die vom Kommunallandtag gewählten Vorsitzenden des Landesausschusses, soweit nicht anders Vertreter eingesetzt wurden:
- 1874–1899: August Evelt (Liberale Reichspartei)
- 1899–1918: Wilhelm Hülsemann (1853–1932)
- 1918–1919: Vakanz
  - 1918–1919: Emil Belzer (Zentrum), stellvertretender Vorsitzender, geschäftsführend
- 1919–9999: Emil Belzer, als Vorsitzender gewählt
- 1919–1922: Camillo Brandhuber (Zentrum)
- 1922–1933: Karl Vogel (1879–1968; Zentrum)
- 1933–1933: Karl Maier (NSDAP)
- 1934–1950: Vakanz, Kommunallandtag und Landesausschuss aufgehoben
  - 1934–1943: Karl Maier, als ernannter Hohenzollerischer Landesdirektor
  - 1943–1945: Wilhelm Dreher (NSDAP), Regierungspräsident von Sigmaringen, kommissarisch
  - 1945–1950: Clemens Moser (1885–1956; Zentrum, CDU), als Landeshauptmann eingesetzt durch die französische Besatzungsmacht (Juli–Dezember 1945 zugleich als Präsident von Hohenzollern kommissarisch für den Regierungsbezirk zuständig), Rücktritt aus Protest gegen Beschränkung hohenzollerischer Selbständigkeit
    - 1946–1949: Egon Karl Müller (1885–1949), stellvertretender Landeshauptmann, geschäftsführend für den durch Regierungsbeteiligung in Württemberg-Hohenzollern verhinderten Moser
    - 1949–1950: Leonhard Stiegler (CDU), stellvertretender Landeshauptmann, geschäftsführend für Moser, Rücktritt aus Protest gegen Beschränkung hohenzollerischer Selbständigkeit

  - 1950–9999: Emil Straub (1873–1965), stellvertretender Landeshauptmann, geschäftsführend
- 1950–1972: Franz Gog (CDU), als Vorsitzender vom neu gebildeten Kommunallandtag gewählt